# Точкова діаграма

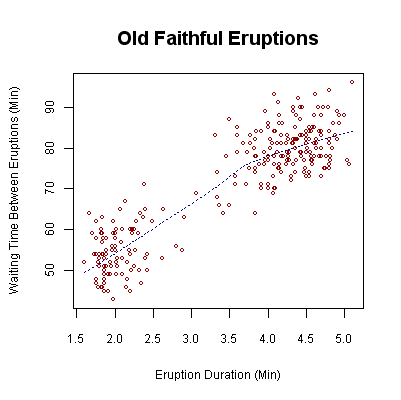
Час очікування між виверженнями і тривалість виверження на Old Faithful Гейзері в Єллоустонському національному парку, штат Вайомінг, США. Цей графік передбачає, що є два основних «типів» вивержень: короткострокові очікування, і довгострокові очікування.

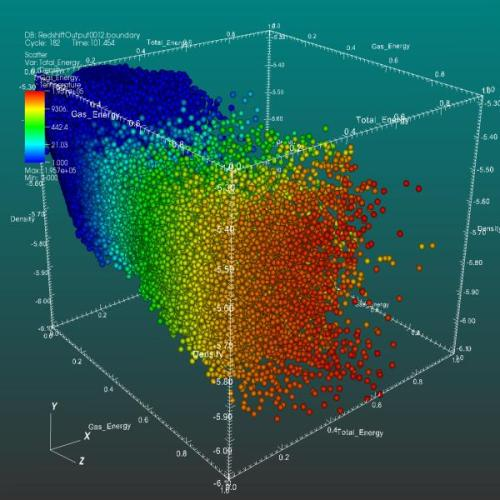
3D точкова діаграма дозволяє візуалізацію багатовимірних даних. Ця точкова діаграма бере декілька скалярних змінних і використовує їх на різних осях у фазовому просторі. Різні змінні об'єднуються в координати у фазовому просторі, і вони відображаються за допомогою символів і пофарбовані іншою скалярною змінною.

Діаграма розсіювання (точкова діаграма, англ. Scatter plot) — один з типів математичних діаграм, що використовує декартову систему координат для відображення значень двох змінних в наборі даних.
Дані показані у вигляді набору точок, кожен з яких має значення однієї змінної, тобто визначає її положення на горизонтальній осі та значення іншої змінної — її положення на вертикальній осі. Така діаграма теж називається діаграмою розсіювання, граф розкиду.

## Загальні відомості
Точкова діаграма використовується, коли існує змінна, яка не може контролюватись експериментатором. Якщо існує параметр, який систематично збільшується або зменшується іншим, то це називається управління параметром або незалежної змінної, і зазвичай відкладається по горизонтальній осі. Залежна змінна відкладається по вертикальній осі. Якщо немає залежних змінних, то вони відкладаються на будь-якій осі, точкова діаграма ілюструватиме лише ступінь кореляції двох змінних.
Точкова діаграма може запропонувати різні види кореляції між змінними з певним довірчим інтервалом. Наприклад, вага і зріст, вага буде на осі X та зріст буде на осі Y. Кореляція може бути позитивною (зростання), негативних (спадання) або нульовою (некорелюють). Якщо система точок має нахил від нижнього лівого кута у верхній правий кут, то можна припустити, що позитивна кореляція між змінними була досліджена. Якщо система точок з нахилом від верхнього лівого кута в нижній правий кут, можна припустити, що є негативна кореляція. Лінія найкращої відповідності може бути намальована для того, щоб вивчати кореляції між змінними. Рівняння для кореляції між змінними може бути визначеним методом найкращого наближення. Для лінійної кореляції, найбільш підхожа процедура — лінійна регресія і гарантовано дає правильні рішення. Немає універсальних найкращих процедур, які гарантовано дадуть правильне рішення за будь-яких співвідношень. Точкова діаграма є також дуже корисною, коли ми хочемо побачити, як два зіставних набори даних узгоджуються один з одним. У цьому випадку ідентичність лінії, тобто, лінії у = х або лінії 1:1, часто зображується у вигляді посилання. Чим більше узгодженість цих двох наборів, тим більше розкид концентрується в безпосередній близькості від лінії ідентичності; якщо два набори даних чисельно ідентичні, розкид збігається з лінією ідентичності.

## Приклади застосування
- Наприклад, для відображення значення «ємність легень» (перша змінна), і часу, що показує на скільки довго людина може затримати дихання, дослідник вибрав би групу людей для дослідження, потім виміряв би об'єм легенів кожного з них (перша змінна), і час, протягом якого людина змогла затримати дихання (друга змінна). Дослідник потім побудував би діаграму розсіювання з «ємністю легень» по горизонтальній осі, і «час затримання дихання» по вертикальній осі. Людина з легенями ємністю 400 мл, яка може затримати повітря на 21,7 секунди буде представлена однією точкою на діаграмі розсіювання в точці (400, 21.7) в декартових координатах. Точкова діаграма всіх людей в дослідженні дозволить досліднику отримати наочне порівняння двох змінних з набору даних, і допоможе визначити співвідношення між двома змінними.
- Один з семи основних інструментів вимірювання, оцінювання, контролю та покращення якості виробничих процесів, що входять до «родини інструментів контролю якості»[джерело?]:

1. контрольна карта
2. діаграма Парето
3. гістограма
4. контрольний аркуш
5. діаграма Ішикави
6. розшарування (стратифікація)
7. діаграма розсіювання